# Dominik Lare
Baron Žan-Dominik Lare (fr. Baron Jean-Dominique Larrey; Bodean, 8. jul 1766 — Lion, 25. jul 1842) bio je francuski hirurg, komandir Legije časti, glavni hirurg u Napoleonovoj vojsci, inovator hirurške prakse, reformator medicinske službe vojske, istoričar, filantrop i jedan od najvećih ratni hirurga svog vremena. Lare je u sebi objedinjavao; izuzetne kvalitete, vojnika i lekara, poslednjeg velikog klasičara preanestetičkog i preantiseptičkog doba hirurgije skraja 19. veka i začetnika nove savremene hirurgije i jednog od najznačajnih osnivača savremene ratne vojnomedicinske doktrine.

## Životni put
Žan Dominik Lare je rođen 8. jula 1766. u Bodeanu (Baudéan) u francuskim Pirinejima. Njegov otac je bio obućar. Njegov deda berberin-hirurg a stric Aleksis Tarb je bio hirurg u Tuluzu. Vrlo rano je postao siroče, nakon smrti svoga oca, tako da je brigu o njemu preuzeo mesni župnika, otac Grase koji je odmah prepoznao u malom dečaku visoko razvijene umne sposobnosti, i desetogodišnjeg Larea upoznaje sa različitim disciplinama, uključujući tu latinski i francuski jezik.
Studije medicine započeo je u Tuluzu, kao trinaestogodišnjak kod strica, hirurga Aleksisa Lerea (Alexis Larreya) i završio ih 1786, sa diplomskom tezom „Izjedanje kosti“ (fr. La carie des os), koja je zbog svojih stručnih kvaliteta nagrađena  medaljom“ (fr. Médaille de vermeil aux armes) Tuluza. Te godine se pridružio masonskoj loži Ecossais fidèle.
Tokom 1787 Lare, sa pismenim preporukama svoga strica, odlazi u Pariz i nastavlja obrazovanje kod Antoana Luja, (sekretara Kraljevske hirurške akademije), a potom kod Pjera Dezoa (fr. Pierre Joseph Desault (1744-1795)). u bolnici Hotel Die}, gde 1789. završava u to doba čuveni „Kurs anatomije“ i „Hiruršu praktičnu školu“ (fr. l’École pratique).
Kao mornarički hirurg, 1789. Dominik se ukrcava na fregatu La Vigilante, na njenom putu za Njufaundlend. Kako se ova teška misija odužila,  Larej je nakon ovog puta po moru napustio fregatu i vratio se u Francusku gde je zajedno sa Dezolom nastavio da radi u Hotelu Die, u kome je lečio žrtve početnih nereda u Francuskoj revoluciji.
Kada je 1792 zakonodavna Skupština Francuske proglasila rat „protiv svih kraljeva i mira sa svim narodima“, (engl. War against Kings and Peace with all Peoples) i Lare se odmah priključio vojsci, kao stariji hirurg u rajnskoj armiji. Iste godine Lare se ženi, Šarlotom Leroj (Charlotte-Elizabeth Laroux) ćerkom ministra finansija Reneas Laroa. Potom postaje glavni hirurg XIV armije Francuske, sa kojom odlazi u Katolonju. Tokom 1796 i 1797 Lare se priključuje Napolonovoj vojsci u Italiji i počinje njenu sanitetsku reorganizaciju. U Italiji je Lare prvi put u poljskim uslovima primeno svoja „leteća ambulantna kola“ na tri lokacije, Udine, Padova, Milano. Godine 1798. zajedno sa Dežanetom bio je šef saniteta francuske vojske u pohodu na Egipat. Larej je odbio Napolonov poziv 1799. da se zajedno vrate u Francusku  i ostao je uz povređene i bolesne vojnike dobivši u Siriji nadimak „proviđenje vojnika“. Nakon povratka u Francusku 1800. Lare je postao lekar Konzulske (kasnije Carske) garde.
Lare je doktorirao 1803. sa temom „Disertacija o amputacijama udova posle povreda vatrenim oružjem na osnovu mnogobrojnih posmatranja“ (fr. Dissertation sur les amputations de membres a la suite des coups de feu, étayée de plusieurs observations).
Godine 1804. imenovan je vitezom Legije časti, a 1805. imenovan je za glavnog inspektora saniteta.
Kao gost 1804 Lare prisustvuje Napoleonovom krunisanju i po povratku kući rekao je svojoj ženi: „Bio sam vrlo razočaran kad sam video da se ovaj poznati vojnik latio žezla kraljeva. Sve mi govori da je ovo instrument tiranije koja će dovesti do njegovog pada i propasti Francuske.“
U ranijim kampanjama Carstva, Lare je radio kao prvi hirurg Velike imperije koji je bio zadužen za vojne ambulante. To ga je odveolo do Austerlica, Jena i Ejla - najstrašnije bitke od svih, u kojoj se Lere borio sa hladnoćom snegom pokrivenom površinom smrznutog jezera, u kojoj je Francuska vojska imala 7.000 žrtava. Upravo u ovim bitkama Lare je pokazo izvanrednu sposobnost komandovanja i ličnu izdržljivost. Radio je bez prestanka 24 časa, na hladnoći koja je bila toliko velik da njegovi pomoćnici nisu mogli držati instrumente. Lare je nakon toga napisao:
...„Tokom cele ove akcije nisam bio svestan životnih potrebe, niti gladi, žeđ, niti ostalog. Nisam osećao hladnoću koja je smrzavala prste i stopala mnogih koji su bili oko mene, a moje ruke nikada nisu izgubile svoje veštine, kada je trebalo nešto okončati...“
U 1809. dodeljena mu je titula barona za uspehe u zbrinjavanju ranjenika u ratu protiv ruske vojske i imenovanje počasnog carevog hirurga (ličnog telohranitelja cara) fr. Chasseurs de la Garde. Od 1810−1812. Lare je radio u bolnici „Garde“ (-Hôpital de la Garde-).
Luj Filip (Louis-Phillipe) je Larea postavio za načelnika Saniteta u Francuskoj i Alžiru. U toku inspekcijskog putovanja Alžirom, Lare je suzbijao epidemiju kolere i uradio poslednju amputaciju. Po povratku iz Alžira Lare je saznao da je njegova supruga teško bolesna. Oboleo od zapaljenja pluća još u toku puta Lare je umro 25. jula 1842. u Lionu (ubrzo nakon smrti svoje žene).
Lare je pre smrti izrazio želju da bude pokopan u „Domu invalida“ (Les Invalides) , među svojim vojnicima. Ova njegova želja nije bila poštovana zbog protivljenja ministra rata, fr. Nicolas Jean de Dieu Soult (zbog međusobnog sukoba koji je rezultovao ovakvom odlukom ministra). Pokopan je na groblju fr. Père Lachaise u Parizu, odvajeno od njegovog srca i creva, koji su sačuvani u sefu kapele vojne bolnice fr. Val-de-Grâce u Parizu. Na Lareovom grobu uklesane su Napoleonove reči: „Najčestitijem od svih ljudi koje sam upoznao“. Njegov sin, fr. Felix-Hippolyte Larrey (1808–1895), nastavio je karijeru svoga oca i bio glavni lekar (hirurg) Carske garde, Napoleona III i profesor hirurške patologije u Val de Grasu.

## Delo
Nema nikakve sumnje da je Dominik Lare bio prvi moderni vojni hirurg. Visokom moralu i uspehu Napoleonovih trupa u ratu, značajno je doprineo, Lare svojom visoko profesionalnom medicinskom negom ali i brigom za ranjenike....„Možda je posvećenos humanizmu i briga o ranjenim vojnicima bila Lareova najbolja karakteristika ličnosti. Čak i u ovoj eri velike etičke brige za bolesne i ranjene, Lareovi principi su i dalje skup najviših standarda za sve u ratu...“ Napoleon je prvi vrlo brzo prepoznao te Lareove principe i stručne sposobnosti i zato mu je dao odrešene ruke u radu. Koliko je Napoleon izuzetno cenio Larea pokazuje i činjenica da mu je pred smrt ostavio oporukom veliku svotu novca.
Lare je trošio mnogo svog dragocenog vremena na obuku mladih vojnih hirurga na terenu, ali i po kliničkim ustanovama i bolnicama u Val de Grasu, Tulonu, Mecu, Majncu. On je stvorio škole za obrazovanje medicinskog kadra gde god bi se nalazio: Kairo, Madrid, Berlin itd.
„Lare je znao izazvati među mnogim mladim hirurzima želju za znanjem i posmatranjem činjenica.“
Za razliku od dotadašnjih hirurga koji su se bavili isključivo lečenjem rana, (dok je na bojnom polju umiralo na stotine ranjenika zbog brojnih organizacionih problema sanietske službe) Lare i njegov kolega Fransoa Persi pored lečenja ranjenika, rešavaju i organizaciona pitanja hirurške pomoći na bojnom polju, pre svega načine i oblike „hitne medicinske pomoći“. 
Organizuju posebne jedinice u sanitetskoj službi; nosioce ranjenika, osnivaju „leteće ambulante“, prve pokretne poljske bolnice. Lare prvi menja dotadašnje shvatanja, po kojima se ranjenicima pružala medicinska pomoć tek posle bitke, (nakon 24 do 36 sati ili čak i više), što je za posledicu imalo visoku smrtnost i invaliditet vojnika. 
 „Reorganizacija sistema koji su primenio Lare zajedno sa Fransoa Persijem značajno je umanjilo stopu smrtnosti ranjenih vojnika. Ukupni gubici Francuske vojske u 26 bitaka (od 1792 do bitke kod Vaterloa 1815) bili su 2,5 miliona vojnika. Ali samo 150.000 vojnika je poginulo i umrlo na ratištima, svi drugi su umrli u toku i nakon prevoženja do bolnice, zbog infekcije, zaraznih bolesti, gladi“.
Larej menja stravične posledice i pogrešna shvatanja i zahteva da se prva pomoć pruži što ranije – po mogućstvu u prva 24 sata, i zato je približio hiruršku pomoć ranjeniku (ambulances volantes), i započeo primenu trijažu ranjenika (po redosledu ukazivanja pomoći (hitnosti) i prioritetu (naznačenju) za evakuaciji ranjenika sa bojišta u pozadinu fronta), on je utemeljio osnove principe trijaže i celokupnog evakuaciong sistem. Ova Lareova rešenja su bila nešto najprogresivnije u ratnoj hirurgiji toga doba, i osnova za dalji razvoj vojnomedicinske doktrine, koja je danas postala neophodan sistem za masovno zbrinjavanje većeg broja žrtava u modernom ratovanju i velikim elementarnim katastrofama.
Lare je značajne reforme uveo i oblasti amputacija udova. On je bio protivnik primarnih amputacija i zalagao se za konzervatini način lečenja, te je čaesto izvodio resekcije kolena i ramenog zgloba. Poboljšao je i samu tehniku amputacije i prvi izvao amputaciju u zglobu kuka. Uveo je i novu tehniiku lečenja ustrelnih rana grudnog koša i vađenje zrna iz grudne šupljine. Kod ustrelina glave nije vadio zrno kroz strelni kanal, veća pristupom sa suprotne strane.
Lare je bio Napoleonov veran pristalic, lični lekar i pratilac u svim ratovima. On je sledio Napoleona u svim njegovim pohodima, od Italije 1797 do Vaterloa 1815, i lečio ranjenike u jurišu na Bastilju, i učestvovao u 26 ratnih pohoda, 60 velikih bitaka i oko 400 bojeva. Ranjavan je tri puta, a kod Belle-Alliance i zarobljen, kao i 1815. u bici na Vaterlou kada ga je ranjenog i zarobljenog Larea prepoznao jedan pruski vojni lekar, a pustio na slobodu pruski komandant kome je Lare spasio život kod ranijeg ranjavanja.

Posle Napoleonovog pada Lare je zadržan u službi do 1818. kada je penzionisan. Nemiran Lareov duh čino ga je i dalje aktivnim i on nastavlja da radi kao pisac, pedagog, hirurg i prolazi kroz mnoge dužnosti; 
- pisca koji je objavljivao svoja hirurška iskustva,
- jednog od redaktora „Rečnika medicinskih nauka“ (u 60 tomova),
- postao član Akademije nauka 1820.
- predavao u Val de Grasu (1826–1836),
- reorganizovao zdravstvenu službu Belgije 1830,
- od 1831. obavljao je dužnost šefa u bolnici
- načelnika Saniteta u Francuskoj i Alžiru itd.

Lare je unapredio i mirnodopsku hirurgiju i medicinu. Pisao je o ujedu besnih životinja, o atrofiji testisa, elefantijazi mošnica, o trahomu, karijesu kostiju. Uveo je i novu metodu lečenja hidrokele, služio se želudačnom sondom. Za sobom, ostavio je i nekoliko epidemioloških rasprava.

## Priznanja
Legije časti:
- Legionar (18. decembar 1803)
- Oficir (14 jun 1804)
- Komandant Legije časti (12. maj 1807)

## Napomene
1. ↑  Fregatu je vlada Francuske poslala da štiti njene ribolovne interese na Grand Banks-u.
2. ↑  Lere je na otvorenom moru, proveo šest meseci i za to vreme na brodu lečio velike boginje i skorbut, amputirao nogama neke od njih zbog smrzotina, i dospeo du ruba gladi u toku dugih plovidbe. U ovom razdoblju on je izgubio samo jednog čoveka koji se udavio u moru.
3. ↑  Francuska ekspedicija u Egiptu i Siriji (radi osvajanja puta za Indiju) brojala je 12 000 ljudi (koji su pošli iz Francuske). Posle početnih uspeha protiv egipatske vojske, francuska vojska je doživela više poraza od britanske vojske i bila skoro potpuno uništena od bubonske kuge, velikih boginja i dizenterije. Skoro svi lekari u ovom ratu umrli su od kuge.
4. ↑  „Izraz "hitna pomoć" je evoluirala kroz vekove. Iako je primena vagona i kola zabeležene u istoriji medicine, kao sredstva za prevoz bolesne još 900., termin „hitna pomoć“ nije bio primenjivan sve do njegovog uvođenja od strane kraljice Španije u 15. veku, međutim, on se u to vreme više odnosio na poljske bolnice i šatore za ranjene, a ne na sredstva za prevoz ranjenika sa bojnog polja. Tek u vreme Dominika Larea "hitnu pomoć" dobija novo značenje i odnosi se na "primenu posebno opremljenaih prevoznih sredstava za prevoz bolesnih ili ranjenika najčešće u bolnicu."...[6][7][8]

## Spoljašnje veze
- Revolucionarne leteće ambulante Napoleonovih hirurga
- Lareova statua u Tarbesu
- Lareov Muzej u rodnom gradu Bodeanu u Pirenejima